# 法制局長
衆議院法制局および参議院法制局の法制局長（ほうせいきょくちょう）は、衆議院および参議院に置かれる議院法制局の長。それぞれ、衆議院法制局長、参議院法制局長と呼ばれる。職名の英訳はCommissioner General。
国会法第131条第2項に基づいて各法制局に1名ずつ置かれる。国会議員の法制に関する立案に資するために各議院に設置される法制局の長となり、議長の監督の下に、法制局の事務を統理する。

## 地位
法制局長は、1948年に各議院事務局の法制部が法制局に昇格した際に設置された。身分は特別職の国家公務員である国会職員である。
各議院の議長が議院の承認を得て任免する。ただし、国会の閉会中に法制局長が辞任を申し出た時は、議長において辞任を許可することができるとされている。
法制局長の人選は、おおむね各議院法制局の内部からの昇任によっており、先任の法制局長が辞任すれば、議院法制局のナンバー2である法制次長が後任に任命されることがほとんどである。
待遇は、内閣における内閣法制局長官との均衡がはかられ、両議院議長の協議により決定される給与額は常に内閣法制局長官と同額に維持されている。
なお、議院法制局の長が「法制局長」と称し、「法制局長官」と称する内閣法制局の長と職の呼称が異なるのは、国会職員は国家公務員であっても「官吏」ではないとされているためである。

## 権限
議院法制局の長としての法制局長の職権は、議長の監督の下に、局中一切の事務を統理し、所属職員を監督することにある。議院法制局の職員の任命権者でもあり、議院法制局に置かれる参事その他の職員は、法制局長が議長の同意および議院運営委員会の承認を得て法制局長が任免する。
議院法制局の部・課の事務の分担、各部の分課、職員の配置などは法制局長が行う。
法制局長は国会の委員会で法律の解釈について発言することができるが、その発言は、内閣法制局長官の国会における発言が政府の法律解釈に対する公式の見解として権威をもつのとは性質が異なり、国会という機関を構成する個々の議員が意見をまとめる参考に資するために、法制局長が意見を述べたという以上の意味を持たない。

## 歴代の法制局長

### 衆議院法制局長
| 代 | 氏名       | 在任期間                      | 前職                     | 備考 |
| -- | ---------- | ----------------------------- | ------------------------ | ---- |
| 1  | 入江俊郎   | 1948年7月7日 - 1952年8月26日  | 国立国会図書館専門調査員 | 注1  |
| 2  | 西澤哲四郎 | 1953年3月5日 - 1961年2月9日   | 衆議院事務次長           |      |
| 3  | 三浦義男   | 1961年2月9日 - 1972年7月12日  | 衆議院法制次長           | 注2  |
| 4  | 鮫島眞男   | 1972年7月12日 - 1973年9月27日 | 衆議院法制次長           |      |
| 5  | 川口賴好   | 1973年9月27日 - 1976年11月4日 | 衆議院法制次長           |      |
| 6  | 大井民雄   | 1976年11月4日 - 1981年9月11日 | 衆議院法制次長           |      |
| 7  | 大竹清一   | 1981年10月1日 - 1983年4月15日 | 衆議院法制次長           |      |
| 8  | 上田章     | 1983年4月15日 - 1989年6月22日 | 衆議院法制次長           |      |
| 9  | 松下正美   | 1989年6月22日 - 1990年6月26日 | 衆議院法制次長           |      |
| 10 | 和田文雄   | 1990年6月26日 - 1994年6月29日 | 衆議院法制次長           |      |
| 11 | 坂本一洋   | 1994年6月29日 - 1998年3月30日 | 衆議院法制次長           |      |
| 12 | 内田正文   | 1998年3月30日 - 2002年7月23日 | 衆議院法制次長           |      |
| 13 | 窪田勝弘   | 2002年7月23日 - 2006年6月13日 | 衆議院法制次長           |      |
| 14 | 郡山芳一   | 2006年6月13日 - 2008年8月11日 | 衆議院法制次長           |      |
| 15 | 高橋恂     | 2008年9月29日 - 2013年6月26日 | 衆議院法制次長           |      |
| 16 | 鈴木正典   | 2013年6月26日 - 2017年12月8日 | 衆議院法制次長           |      |
| 17 | 橘幸信     | 2017年12月8日 -（現職）       | 衆議院法制次長           |      |

- ※注
  1. 入江俊郎の辞職後、西澤哲四郎が任命されるまでの間は、法制次長三浦義男が法制局長の事務を代理した。
  2. 同姓同名で、宮城県知事・参議院議員の三浦義男がいる

### 参議院法制局長
| 代 | 氏名       | 在任期間                        | 前職                   | 備考 |
| -- | ---------- | ------------------------------- | ---------------------- | ---- |
| 1  | 奥野健一   | 1948年10月15日 - 1956年11月21日 | 法務庁訴務長官         |      |
| 2  | 斎藤朔郎   | 1956年12月26日 - 1962年5月28日  | 大阪高等裁判所判事     |      |
| 3  | 今枝常男   | 1962年8月13日 - 1974年6月4日    | 参議院法制次長         |      |
| 4  | 杉山恵一郎 | 1974年6月4日 - 1980年8月4日     | 参議院法制次長         |      |
| 5  | 浅野一郎   | 1980年8月4日 - 1988年4月25日    | 参議院法制次長         |      |
| 6  | 中島一郎   | 1988年4月26日 - 1995年6月16日   | 東京家庭裁判所長・判事 |      |
| 7  | 田島信威   | 1995年6月16日 - 1999年8月13日   | 参議院法制次長         |      |
| 8  | 河野久     | 1999年8月13日 - 2006年3月29日   | 参議院法制次長         |      |
| 9  | 大島稔彦   | 2006年3月29日 - 2009年12月4日   | 参議院法制次長         |      |
| 10 | 伊藤誠     | 2009年12月4日 - 2013年8月7日    | 参議院法制次長         |      |
| 11 | 岩崎隆二   | 2013年8月7日 - 2016年6月1日     | 参議院法制次長         |      |
| 12 | 長野秀幸   | 2016年6月1日 - 2020年12月4日    | 参議院法制次長         |      |
| 13 | 川崎政司   | 2020年12月4日 -（現職）         | 参議院法制次長         |      |